# Cavalaria númida

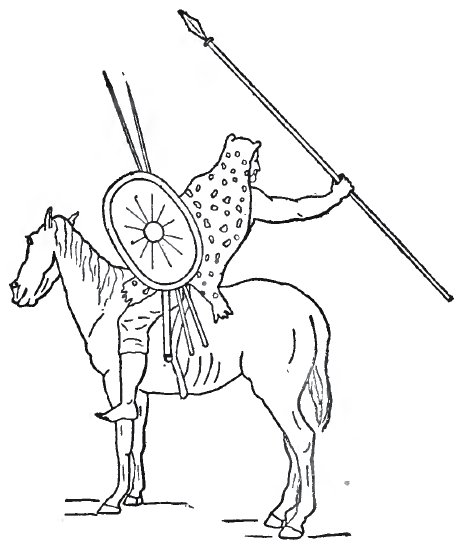
Representação de um cavaleiro númida num livro de 1891

A cavalaria númida foi um corpo militar de cavalaria ligeira desenvolvido pelos númidas, que ficou famoso durante a Segunda Guerra Púnica, nas campanhas de Aníbal. Os cavaleiros númidas eram descritos pelo historiador romano Tito Lívio como «de longe, os melhores cavaleiros em África».
Segundo alguns estudiosos os cavalos usados pelo númidas seriam de raça berbere e é comum serem apontados como antepassados do cavalo árabe. Eram menores do que os usados pela cavalaria romana sua contemporânea e estavam adaptados para movimentos mais rápidos. Para poupar peso, os cavaleiros não usavam sela, brida ou armadura, e usavam um escudo pequeno. O seu armamento consistia principalmente de lanças e dardos, e uma espada curta.
Devido à sua habilidade e agilidade, estavam muito vocacionados para carregar dispersando em seguida, uma tática eficaz para atormentar o inimigo e quebrar as suas formações. A invasão de Roma por Aníbal na Segunda Guerra Púnica é mais conhecida pelo uso de elefantes de guerra que se movimentavam lentamente, mas ele também usou cavalaria númida na qual eram necessários movimentos mais rápidos, como para atrair os romanos para uma armadilha na Batalha do Trébia (218 a.C.), ou para lutar no seu flanco direito.
A cavalaria númida era amplamente conhecida e não lutou apenas no exército cartaginês, mas também noutros exércitos desse tempo. Os romanos chegaram a empregar cavalaria númida contra a de Aníbal na Batalha de Zama  (202 a.C.), onde a cavalaria númida foi decisiva para o virar o curso da batalha a favor dos romanos.
Nos séculos seguintes, o exército romano empregou cavalaria númida ligeira em unidades separadas (as equites Numidarum ou Maurorum).